# 缓冲溶液
缓冲溶液（德語：Pufferlösung）指由「弱酸及其共轭碱之鹽類」或「弱碱及其共轭酸之鹽類」所组成的缓冲对配制的，能够在加入一定量其他物质时减缓pH改变的溶液
。
前述定義中之所以要兩種成對物質，是因為反應可以同時朝向酸或鹼來緩衝，舉例醋酸与醋酸钠的混合溶液就是缓冲溶液。若加盐酸，pH不会下降太快，因为盐酸会跟醋酸钠反应，生成醋酸。相反，若加氢氧化钠，pH也不会增加太快，因为氢氧化钠会跟醋酸反应，生成醋酸钠。
在许多化学反应中，缓冲溶液被用于使溶液的pH值保持恒定。
缓冲溶液对生命的产生与进化具有重要意义，因为多数生物都只能在一定pH范围内生长，例如血液就是一种缓冲溶液。

## 原理
缓冲溶液之所以能减缓pH的改变是因为其中所含有的缓冲物质所形成的缓冲对，当溶液中加入少量酸性物质时，缓冲对中的碱性组分子与之反应中和，当溶液中加入少量碱性物质时，缓冲对中的酸性组分子与之反应中和，即同离子效应。

## pH
缓冲溶液的pH可以用亨德森-哈塞尔巴尔赫方程来估算。以弱酸HA为例，HA的解离常数被定义为： 
{\displaystyle K\mathrm {_{a}={\frac {[H^{+}][A^{-}]}{[HA]}}} }
取对数后加負號可得到：
{\displaystyle {\mbox{pH}}={\mbox{p}}K\mathrm {_{a}+\log {\frac {[A^{-}]}{[HA]}}} .}
即亨德森-哈塞尔巴尔赫方程。式中{\displaystyle \mathrm {HA} }指缓冲对组分中的弱酸，{\displaystyle \mathrm {A^{-}} }指其共轭碱。显然由此式可知，当组分中酸性物质与碱性物质浓度相等时（此时称作半中和），溶液{\displaystyle {\mbox{pH}}={\mbox{p}}K\mathrm {_{a}} }。所以一般配制缓冲溶液时常选取{\displaystyle {\mbox{p}}K\mathrm {_{a}} }与溶液要控制的pH值相近的弱酸。但由于离子强度的影响，缓冲溶液的pH与理论值稍有不同。如两种在组分浓度相同的磷酸氢二钠-磷酸二氢钠缓冲溶液的pH是7.4（磷酸{\displaystyle {\mbox{p}}K\mathrm {_{a}} \mathrm {_{2}} =7.96}）。
用两种或两种以上调节范围相互重叠的缓冲物质配制的缓冲溶液可以获得更大的缓冲范围。

## 应用
缓冲溶液有许多用途，例如人体血液中含有磷酸二氢根-磷酸氢根、碳酸-碳酸氢钠等多对缓冲对，维持血液的pH在7.35至7.45之间，以维持酶的活性。
在工业上，缓冲溶液常被用于调节染料的pH。缓冲溶液还可以被用于pH计的校正
。

### 常见缓冲溶液
| 成分            | pH调节范围  |
| --------------- | ----------- |
| 盐酸-柠檬酸钠   | 1 - 5       |
| 柠檬酸-柠檬酸钠 | 2.5 - 5.6   |
| 乙酸-乙酸钠     | 3.7 - 5.6   |
| K2HPO4-KH2PO4   | 5.8 - 8 [5] |
| Na2HPO4-NaH2PO4 | 6 - 7.5 [6] |
| 硼酸-氢氧化钠   | 9.2 - 11    |

### 广域缓冲溶液
两种以上的缓冲对配制而成的溶液可以获得更大的pH调节范围。配制缓冲溶液时常用磷酸，因为它是一种三级电离的弱酸。下面列出的缓冲溶液（称作McIlvaine缓冲溶液）pH调节范围为（3-8）：
| 0.2Mol/L Na2HPO4 | 0.1Mol/L柠檬酸 | pH... |
| ---------------- | -------------- | ----- |
| 20.55            | 79.45          | 3.0   |
| 38.55            | 61.45          | 4.0   |
| 51.50            | 48.50          | 5.0   |
| 63.15            | 36.85          | 6.0   |
| 82.35            | 17.65          | 7.0   |
| 97.25            | 2.75           | 8.0   |
柠檬酸、磷酸氢钾、硼酸与二乙基巴比妥酸的pH调节范围为2.6-12。
除此之外常用的广域缓冲溶液还有卡莫第缓冲溶液（Carmody buffer）和1931年发明的布里顿-罗宾逊缓冲溶液。

### 生物学实验中常用的缓冲溶液
| 俗称       | 25°C下的pKa | 缓冲范围 | 温度影响 dpH/dT (1/K) ** | 相对分 子质量 | 全称                              |
| ---------- | ----------- | -------- | ------------------------ | ------------- | --------------------------------- |
| TAPS       | 8.43        | 7.7–9.1  | −0.018                   | 243.3         | 三羟甲基甲胺基丙磺酸              |
| Bicine     | 8.35        | 7.6–9.0  | −0.018                   | 163.2         | N,N-双(2-羟乙基)甘氨酸            |
| Tris       | 8.06        | 7.5–9.0  | −0.028                   | 121.14        | 三羟甲基氨基甲烷                  |
| Tricine    | 8.05        | 7.4–8.8  | −0.021                   | 179.2         | N-三-(羟甲基)甲基氨基乙酸         |
| HEPES      | 7.55        | 6.8–8.2  | −0.014                   | 238.3         | 4-(2-羟乙基)-1-哌嗪乙烷磺酸半钠盐 |
| TES        | 7.40        | 6.8–8.2  | −0.020                   | 229.20        | N-三(羟甲基)甲基-2-氨基乙磺酸     |
| MOPS       | 7.20        | 6.5–7.9  | −0.015                   | 209.3         | 3-（N-吗啡啉）乙磺酸              |
| PIPES      | 6.76        | 6.1–7.5  | −0.008                   | 302.4         | 哌嗪-N，N'-二(2-乙磺酸）          |
| Cacodylate | 6.27        | 5.0–7.4  |                          | 138.0         | 二甲基胂酸                        |
| SSC        | 7.0         | 6.5-7.5  |                          | 189.1         | 柠檬酸钠                          |
| MES        | 6.15        | 5.5–6.7  | −0.011                   | 195.2         | 2-吗啉乙磺酸                      |

** 仅为近似值

## 參见
- 缓冲物质
- 同離子效應
- 亨德森－哈塞爾巴爾赫方程